# 占俊
占俊（1959年—），湖北团风人，中国人民解放军少将。

## 生平
曾任中国人民解放军湖北省军区后勤部部长、湖北省军区副司令员等职。因涉嫌严重违纪，2014年12月军委纪委对其立案调查，2015年3月移送军事检察机关依法处理。至此他也是自湖北省军区原司令员苑世军、湖北省军区原副司令员兰伟杰后的第三位落马的湖北省军区少将。